# Евразия (сеть ресторанов)

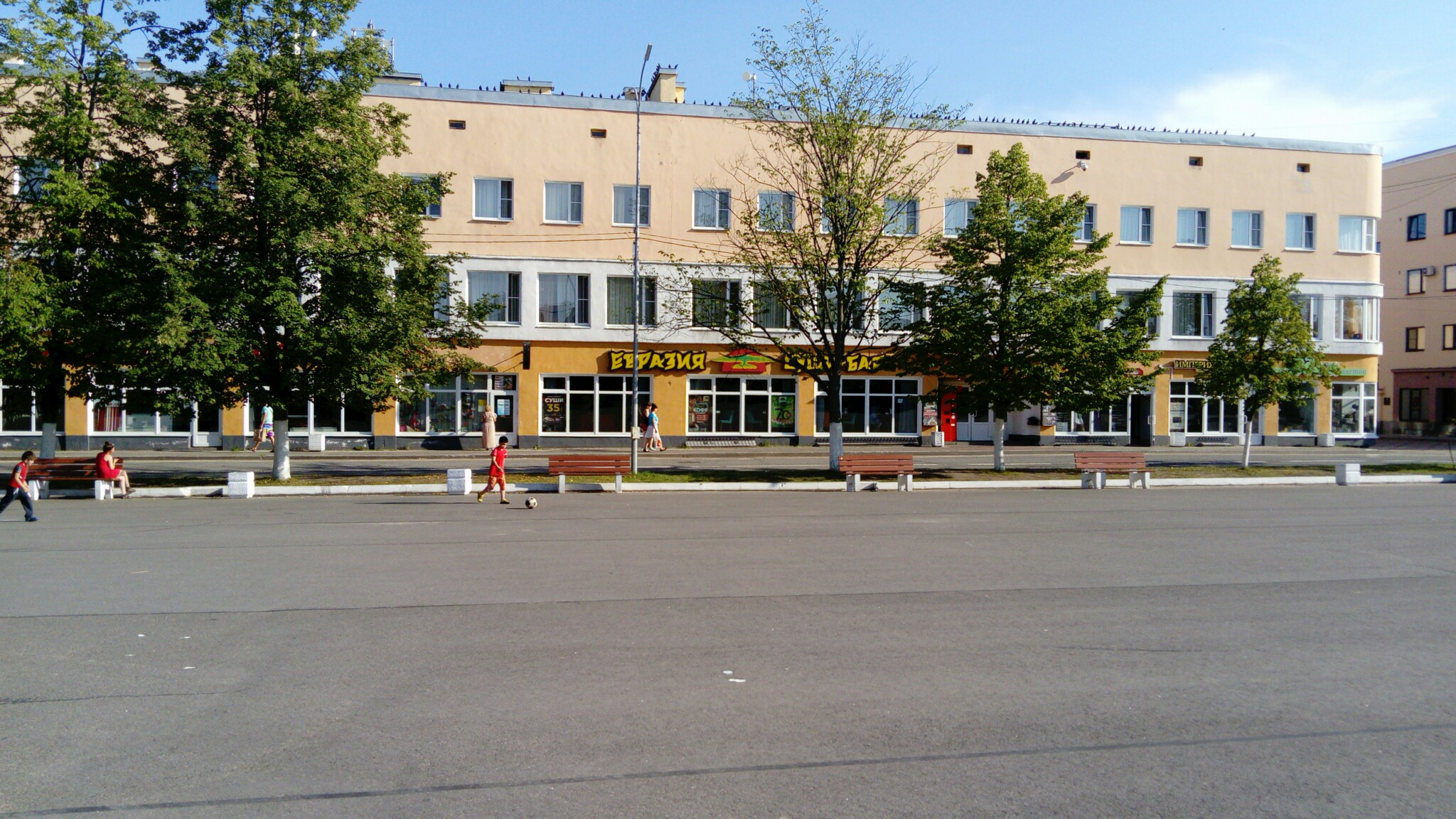
Ресторан «Евразия» в Приозерске

Евразия — российская сеть ресторанов и суши-баров.

## Общая характеристика
Основана в 2001 году. Входит в ресторанную группу «Евразия Холдинг», основанную в 2001 году российскими предпринимателями Алексеем Фурсовым и Дмитрием Екимовым.
Большая часть ресторанов «Евразия» находится в Санкт-Петербурге. Владелец — Алексей Фурсов. В 2008 году сеть объединяла 63 ресторана, а в 2012 год — 164. В ресторанах сети «Евразия» выдержан интерьер с темными стенами, массивной деревянной мебелью, яркими светильниками. До 40 % меню основано на лососе. В меню представлены японские, европейские и узбекские блюда, в том числе суши, роллы, минари, пицца, чизкейки, шашлыки, плов, манты и блины.
В 2014 году, по данным самой сети, у ней насчитывалось около 1 млн постоянных посетителей.

## События
В 2005 году рестораны «Евразия» появились и на территории Украины, куда один сооснователей ресторанной группы «Евразия Холдинг» Дмитрий Екимов пригласил санкт-петербургский менеджмент.
В 2014 году, в связи с подорожанием ингредиентов и ухудшением экономической ситуации, сеть свернула деятельность в Москве и закрыла несколько точек в Петербурге.
В 2015 году рекламным лицом компании стал Дмитрий Нагиев.
В 2018 году владельцем было анонсировано расширение сети.
В 2019 году было заявлено о вложении группы «Евразия» в реновацию своих заведений 300 млн рублей, которая должна затронуть 15-20 заведений, работающих под этим брендом. Говорится о неизменности величины среднего чека — 600 руб.
В июне 2020 года сообщалось, что в результате реорганизации ресторанной группы теперь в большинстве юридических лиц среди их владельцев больше нет имени Алексея Фурсова, а прибыль от ресторанов он будет получать как держатель франшизы. Как пишет fontanka.ru:
Алексей Фурсов передал свою долю партнерам в 60 юрлицах, а в еще 13 сократил её. Он остался учредителем только в 41 компании, а контроль сохранил лишь в паре десятков.
Сам предприниматель объясняет произошедшие изменения тем, что он «оформил юридически старые договоренности с инвестиционными и управляющими партнерами» (которые, по его словам, инвестировали в сеть ресторанов, но не входили в систему ее собственников).
В августе 2020 года во время пандемии COVID-19 был открыт новый ресторан сети на Московском проспекте в Санкт-Петербурге — ресторан восточной кухни Che Chang.
В октябре 2021 года сообщалось об убытках и серьезном снижении продаж из-за ограничений, связанных с пандемией.
В декабре 2021 года было объявлено об изменении дизайна всех ресторанов сети. Образцы нового дизайна ресторанов основатель и глава «Евразия Холдинг» показал в фейсбуке. Замена дизайна была начата с ресторана в ТРЦ «МЕГА Дыбенко» под Санкт-Петербургом.